# Atalantia simplicifolia
Atalantia simplicifolia är en vinruteväxtart som först beskrevs av William Roxburgh, och fick sitt nu gällande namn av Adolf Engler. Atalantia simplicifolia ingår i släktet Atalantia och familjen vinruteväxter. Inga underarter finns listade i Catalogue of Life.